# Nonmetric multidimensional scaling
Nonmetric multidimensional scaling (NMDS) is een  ordinatietechniek op basis van een distantiematrix van multivariate objecten. Het onderliggende model gaat uit van een vastliggend aantal van gradiënten. 
NMDS wordt soms multidimensional scaling (MDS) genoemd, hoewel deze term eigenlijk gereserveerd is voor PCoA. Als men alleen beschikt over een distantiematrix of een similariteitsmatrix is dit een geschikte methode.

## Gebruik
Nonmetric multidimensional scaling is een ordinatiemethode, die, evenals polaire ordinatie (PO, Bray-Curtis ordinatie of Wisconsin ordinatie) en principal coordinates analysis (PCoA of "metric multidimensional scaling"), gebruik maakt van een distantiematrix.
NMDS maximaliseert rangcorrelatie tussen afstandsmaten en afstand in de ordinatieruimte. Punten worden zodanig verplaatst dat de "stress" geminimaliseerd wordt. Stress is een maat voor de discrepantie tussen de afstand voor twee attributen (soorten).
Vooraf wordt het aantal dimensies N gekozen en een geschikte maat voor distantie. De distantiematrix voor de te ordineren objecten wordt dan berekend. Er wordt uitgegaan van een willekeurige configuratie in N dimensies van de objecten, maar de kans op een zinvolle oplossing kan verhoogd worden door gebruik te maken van de resultaten van een andere ordinatiemethode. De mate van afwijking tussen de rangorde van de distanties in de gegevens en de rangorde van de distanties in de ordinatie wordt 'stress' genoemd. Deze stress wordt steeds berekend. De objecten worden enigszins verplaatst in de richting van afnemende stress, en de stress wordt opnieuw berekend. Dit wordt herhaald totdat de stress niet meer verlaagd kan worden en een uiteindelijke oplossing voor het gekozen aantal dimensies is gevonden. Er is echter geen garantie dat de oplossing met de minste stress is gevonden.
Het aantal dimensies voor de oplossing kan gekozen worden op grond van een grafiek van de stress als functie van het aantal assen. De oplossingen voor verschillende aantallen dimensies lijken ook niet noodzakelijkerwijs op elkaar. Het relatieve belang van de verschillende assen is niet op voorhand duidelijk. Een rotatie van de oplossing wordt dan ook wel in sommige gevallen uitgevoerd.
Het nadelige boogeffect in de ordinatie dat kan optreden bij PCoA of bij CA, treedt niet op bij NMDS.